# Gudrun Kockmann-Schadendorf
Gudrun Kockmann-Schadendorf (geborene Stapelfeld, * 14. September 1952 in Hamburg; † 1. Oktober 2001 in Bad Bramstedt) war eine deutsche Politikerin (SPD).
Die gelernte Bankkauffrau trat im Jahr 1978 in die SPD im Ortsverein Hamburg-Langenhorn-Süd ein.
1990 wurde Kockmann-Schadendorf in die Stadtverordnetenversammlung von Bad Bramstedt gewählt und war dort in den Jahren 1990 bis 1996 stellvertretende Fraktionsvorsitzende und ab 1996 bis 2000 Fraktionsvorsitzende. Sie war Vorsitzende verschiedener Ausschüsse und Aufsichtsratsmitglied der Stadtwerke.
Kockmann-Schadendorf wurde im Jahr 2000 direkt im Wahlkreis Segeberg-West in den Landtag Schleswig-Holsteins gewählt und war dort Mitglied im Bildungsausschuss und im Umweltausschuss. Nach ihrem plötzlichen Tod im Oktober 2001 rückte Klaus Buß für sie in den Landtag.
Sie war verheiratet mit Jan-Uwe Schadendorf und hatte drei Kinder.